# Ugíjar
Ugíjar là một đô thị trong tỉnh Granada, Tây Ban Nha. Theo điều tra dân số 2005 (INE), đô thị này có dân số là 2524 người.
36°58′B 3°03′T / 36,967°B 3,05°T